# Battaglia di Cabo de Santa Maria
La battaglia di Cabo de Santa Maria (nota anche come azione del 5 ottobre 1804 o, in spagnolo, Batalla del Cabo de Santa María) fu una battaglia navale che si svolse al largo delle coste portoghesi, nella quale uno squadrone britannico comandato dal commodoro Graham Moore attaccò lo squadrone spagnolo comandato dal generale José de Bustamante y Guerra.
L'azione militare, anche se formalmente in tempo di pace (senza cioè che fosse preceduta da una formale dichiarazione di ostilità fra Regno Unito e Spagna), avvenne nel contesto della guerra Anglo Spagnola (1796–1802 e 1804-1808) e fu la causa perché la Spagna rompesse la neutralità di facciata ed entrasse in guerra contro il Regno Unito.

## Contesto
Secondo i termini segreti del secondo Trattato di San Ildefonso del 1796, qualora la Francia fosse entrata in guerra contro la Gran Bretagna (all'epoca della battaglia la guerra era in corso da un anno), la Spagna avrebbe pagato ogni anno 72 milioni di franchi fino a quando anch'essa non fosse entrata nel conflitto contro il comune nemico. I britannici erano al corrente di questo accordo, che fra l'altro consentiva alle navi francesi un sicuro aporodo nei porti spagnoli, rendendo la neutralità della Spagna solamente nominale, ed erano intenzionati ad ostacolare il supporto economico che la Spagna stava offrendo alla Francia utilizzando le risorse economiche provenienti, tramite le navi tesoriere, dalle colonie americane. 
Nella pendenza delle complesse trattative diplomatiche intraprese a Madrid dal rappresentante inglese Sir John Hookham Frere perché la Spagna revocasse il trattato, i britannici decisero di passare all'azione: dato che era noto che le navi tesoriere potevano approdare solo a Cadice e la data approssimativa della loro partenza dal Sudamerica, non era difficile disporre uno squadrone navale per intercettarle.

## Battaglia

### Preparativi
La squadra spagnola era composta da quattro fregate: la Medea, la Fama, la Mercedes e la Clara. Si trattava di navi di medie dimensioni e con ottima manovrabilità, adatte a compiere la traversata attraverso l'oceano. Infatti la loro velocità e il loro peso - molto più leggero di quello delle pesanti navi di linea - consentivano loro di ingaggiare il combattimento o, qualora ce ne fosse stata la necessità, di fuggire.
Queste navi salparono da Montevideo il 9 agosto 1804. Le navi trasportavano le grosse rendite della Capitaneria Generale del Cile, del Vicereame del Perù, alle quali si aggiungevano quelle del Vicereame del Río de la Plata e il denaro dei ricchi mercanti spagnoli di entrambe le sponde del Plata, che, inviavano i loro guadagni nella metropoli spagnola. Le navi trasportavano anche numerosi passeggeri civili che si erano imbarcati per la Spagna e che approfittavano della protezione del convoglio militare contro i rischi della traversata atlantica.
Al comando del convoglio era posto il generale José de Bustamante y Guerra, adiuvato dal maggiore generale Tomás de Ugarte y Liaño. Tra i passeggeri imbarcati era presente Diego de Alvear y Ponce de León, che aveva fatto parte della commissione destinata a delimitare i, sempre controversi, limiti territoriali tra le possedimenti americani di Spagna e Portogallo e che viaggiava in compagnia della moglie e degli otto figli. Al capitano Alvear, benché imbarcato come semplice passeggero, fu richiesto di assumere il comando in seconda della flotta, in quanto ufficiale di grado più alto presente fra i passeggeri, in considerazione del fatto che poco prima che iniziasse il viaggio, il vice-comandante della squadriglia, Tomás de Ugarte, si era gravemente ammalato e quindi era stato costretto a rimanere a Montevideo (dove morì poco dopo). Questi quindi si trasferì, assieme al primogenito Carlos María, sull'ammiraglia Medea, lasciando il resto della sua numerosa famiglia sulla Mercedes.
Il 22 settembre il viceammiraglio Cuthbert Collingwood ordinò al capitano Graham Moore, al comando della HMS Indefatigable, di intercettare e bloccare le navi spagnole, se possibile senza ricorrere ad uno scontro armato.
La nave di Moore giunse al largo di Cadice il 29 settembre, ed a lei si unì il 2 ottobre la HMS Lively, ed il giorno seguente la HMS Medusa e la HMS Amphion. Assieme pattugliavano i dintorni di Cadice.

### Scontro
All'alba del 5 ottobre le fregate spagnole avvistarono la costa portoghese. Alle 7:00 videro le navi britanniche. Bustamante ordinò alle sue navi di disporsi in linea di battaglia, e nell'arco di un'ora gli inglesi furono schierati sopravento agli spagnoli ed a portata di tiro.
Il commodoro britannico Moore mandò il tenente Ascott sulla nave ammiraglia spagnola Medea per intimare l'ordine: le navi spagnole avrebbero dovuto raggiungere un porto inglese per essere ispezionate. Bustamante fece notare che il suo paese non era in guerra con la Gran Bretagna e quindi si rifiutò di obbedire. Impaziente per il ritardo, alle 10:00 Moore ordinò di sparare un colpo di avvertimento oltre la Medea. Quasi immediatamente partì uno scambio di colpi.
Dopo pochi minuti dall'inizio dei combattimenti un colpo singolo sparato dall’HMS Amphion, comandata da Samuel Sutton, colpì il deposito munizioni della Nuestra Señora de las Mercedes provocando un'esplosione che distrusse la nave ed uccise 200 dei 240 uomini dell'equipaggio. Dopo mezz'ora la Santa Clara e la Medea si erano arrese. La Fama, sebbene sembrasse intenzionata ad arrendersi, alla fine cercò di fuggire alla cattura, ma venne inseguita inizialmente dalla Medusa e successivamente dalla più veloce Lively, per cui anche la Fama fu catturata poche ore dopo. Le tre fregate superstiti, una volta catturate, furono portate prima a Gibilterra e poi a Gosport, in Inghilterra.

### Esito
La squadra spagnola nella battaglia ebbe 269 morti e 80 feriti, mentre la squadra britannica ha avuto solo due morti e sette feriti.

#### flotta britannica
| Nave              | Varo   | Equipaggio | Cannoni | Comandante                  | Perdite | Perdite | Perdite | Note            |
| Nave              | Varo   | Equipaggio | Cannoni | Comandante                  | morti   | feriti  | totale  | Note            |
| ----------------- | ------ | ---------- | ------- | --------------------------- | ------- | ------- | ------- | --------------- |
| HMS Medusa        | (1801) | 250        | 32      | Capitano John Gore          | 0       | 0       | 0       |                 |
| HMS Indefatigable | (1784) | 330        | 44      | Commodoro Graham Moore      | 0       | 0       | 0       | Nave ammiraglia |
| HMS Amphion       | (1798) | 250        | 32      | Capitano Samuel Sutton      | 0       | 3       | 3       |                 |
| HMS Lively        | (1804) | 280        | 38      | Capitano Graham Eden Hamond | 2       | 4       | 6       |                 |

#### flotta spagnola
| Nave                           | Varo             | Equipaggio | Cannoni | Comandante                      | Perdite | Perdite | Perdite | Note                                              |
| Nave                           | Varo             | Equipaggio | Cannoni | Comandante                      | morti   | feriti  | totale  | Note                                              |
| ------------------------------ | ---------------- | ---------- | ------- | ------------------------------- | ------- | ------- | ------- | ------------------------------------------------- |
| Fama                           | Cartagena (1795) | 264        | 34      | Miguel Zapiain y Valladares     | 11      | 50      | 61      | catturata                                         |
| Medea                          | Ferrolo (1797)   | 279        | 40      | Francisco de Piedrola y Verdugo | 2       | 10      | 12      | Ammiraglio José de Bustamante y Guerra, catturata |
| Nuestra Señora de las Mercedes | L'Avana (1786)   | 282        | 34      | Jose Manuel De Goicoa y Labart  | 237     | ?       | 237     | distrutta da esplosione                           |
| Santa Clara                    | Ferrolo (1784)   | 264        | 34      | Aleson y Bueno                  | 7       | 20      | 27      | catturata                                         |

## Conseguenze
Nonostante la natura ostile dell'alleanza fra Spagna e Francia, la battaglia non fu ben accolta dalla stampa britannica, che considerò l'attacco del tutto ingiustificato in quanto avvenuto in tempo di pace.
La Gran Bretagna ottenne un cospicuo bottino di oltre tre milioni di pesos dalla cattura delle tre navi superstiti. Le navi portavano infatti oltre a monete e lingotti in oro ed argento anche prodotti commerciali come lana di alta qualità, stagno, rame, pelli di foca e olio di foca. Le disponibilità liquide a bordo erano: 1 307 634 corone spagnole di dollari spagnoli, 1 859 216 dollari in argento, nonché 1 119 658 dollari in oro e 150 011 lingotti d'oro che però erano trasportati come proprietà di terzi (non quindi direttamente della Spagna). La perdita subita con l'affondamento della Mercedes è stato stimato in 1 111 940 dollari in argento.
Solo dopo numerose pressioni la Gran Bretagna accettò di erogare la paga ai marinai spagnoli catturati per un ammontare complessivo di 230 634 pesos, rifiutandosi di pagare invece alcun indennizzo per i marinai spagnoli defunti (valutato complessivamente in 60 000 pesos).
Come conseguenza dell'attacco la Spagna dichiarò guerra alla Gran Bretagna il 14 dicembre 1804, subendo una catastrofica sconfitta meno di un anno dopo nella battaglia di Trafalgar dell'ottobre 1805. Napoleone Bonaparte, autoincoronatosi imperatore il 2 dicembre, si alleò con la Spagna contro i britannici.
In pratica lo scontro dei britannici con le quattro fregate della Real Armada rappresentò la fine della Spagna borbonica e delle regolari spedizioni tra Nuovo e Vecchio mondo. Lo squadrone a cui apparteneva la Mercedes fu l'ultimo a trasportare lingotti dal Nuovo Mondo alla corte spagnola.
Secondo i termini del Cruizers and Convoys Act del 1708, le navi catturate in mare erano "Diritto della Corona" e diventavano proprietà di chi le aveva catturate, che riceveva il valore della nave e del carico come premio. Dato che tecnicamente Spagna e Gran Bretagna non erano in guerra al momento dello scontro, la corte dell'ammiragliato decise che le navi erano "Diritto dell'Ammiragliato", e che tutti i soldi gli appartenevano. Le quattro navi spagnole trasportavano in tutto 4 286 508 real da 8 in monete d'argento e oro, oltre a 150 000 lingotti d'oro, 75 sacchi di lana, 1666 barre di stagno, 571 pezzi di rame, pelli ed olio di foca, anche se 1,2 milioni di argento, metà del rame e un quarto dello stagno affondarono con la Mercedes. Il tutto fu stimato in 900 000 sterline (che rivalutato con l'inflazione nel 2013 varrebbe 67 058 000 sterline). Dopo la causa legale un pagamento ex gratia fu fatto per l'ammontare di 160 000 sterline, di cui i quattro capitani ricevettero 15000 sterline l'uno (circa 1 118 000 sterline rivalutate al 2013).
La Medea fu integrata nella Royal Navy col nome di HMS Iphigenia (ed in seguito divenne la HMS Imperieuse), la Santa Clara divenne la HMS Leocadia e la Fama fu rinominata HMS Fama.

### Recupero del tesoro
Nel marzo 2007 la compagnia della Florida Odyssey Marine Exploration recuperò 17 tonnellate di oro e argento dalla Mercedes, sostenendo che fosse stata rinvenuta in acque internazionali e quindi liberamente a disposizione di chi le avesse recuperate.
Il governo spagnolo accusò la Odyssey di essere "pirati del XXI secolo", e nel maggio 2007 iniziò un'azione legale sostenendo che il naufragio era protetto dall' "immunità sovrana" che impediva l'esplorazione commerciale non autorizzata di vascelli di proprietà dello stato.
Nel giugno 2009 la corte federale di Tampa dichiarò che le pretese della Odyssey erano infondate dichiarandosi non competente per valutare una questione di giurisdizione fra Stati. Nel gennaio 2012, con una sentenza che non ammetteva appello, la Corte Suprema degli Stati Uniti ha respinto definitivamente il ricorso di Odyssey e ha costretto la compagnia a restituire definitivamente alla Spagna il tesoro sottratto dal relitto. Peranto il 25 febbraio 2012, due aerei Hercules dell'Aeronautica Militare Spagnola sono atterrati in Florida per riportare alla base aerea di Torrejón de Ardoz in Spagna il tesoro.
Attualmente il Museo Nazionale di Archeologia Subacquea di Cartagena (ARQUA) sta portando avanti i lavori di catalogazione, conservazione e restauro dei pezzi recuperati. Il tesoro comprende 595 mila monete, di cui 212 d'oro e il resto d'argento.

## Ordine di battaglia

### Spagna
- Medea (40 cannoni), nave ammiraglia, comandata dal capitano Francisco de Piedrola y Verdugo
- Fama (34 cannoni), capitano Miguel Zapiain y Valladares
- Mercedes (36 cannoni), capitano Jose Manuel De Goicoa y Labart
- Santa Clara (34 cannoni), capitano Aleson y Bueno

### Gran Bretagna
- HMS Indefatigable (44 cannoni), nave ammiraglia, commodoro Graham Moore
- HMS Lively (38 cannoni), capitano Graham Eden Hamond
- HMS Amphion (32 cannoni), capitano Samuel Sutton
- HMS Medusa (32 cannoni), capitano John Gore

## Nella cultura di massa
- Lo scontro è raffigurato nel romanzo Hornblower and the Hotspur di Cecil Scott Forester, in cui l'eroe è Horatio Hornblower.
- Nel romanzo di Patrick O'Brian intitolato Costa sottovento, Stephen Maturin fornisce le notizie di intelligence che permettono di intercettare gli spagnoli, mentre Jack Aubrey, comandante ad interim della Lively, cattura la Santa Clara e la Fama.
- Nel romanzo di Showell Styles intitolato Midshipman Quinn and Denise the Spy l'eroe Septimus Quinn partecipa alla battaglia.

## Riferimenti
- Museo Naval Museo Arqueológico Nacional, El ultimo viaje de la Fragata Mercedes. La razón frente al expolio. Un tesoro cultural recuperado.
- The treasure of the frigate 'Nuestra Señora de las Mercedes', su spainisculture.com.
- Odyssey Marine Exploration, Inc. v. The Unidentified Shipwrecked Vessel, su dockets.justia.com. Documentazione inerente il caso giudiziario per il recupero del tesoro.
- Filipe Vieira De Castro, O naufrágio da fragata espanhola Nuestra Señora de las Mercedes afundada pelos ingleses ao largo do Cabo de Sta Maria em 1804 (PDF), in Revista Portuguesa de Arqueologia, vol. 1, n. 2, 1998.
- Alessandro Ballarò, Un Cigno Nero da 500 milioni di dollari, in the journal of cultural heritage crime, settembre 2018.
- Ministerio de Cultura y Deporte, La Batalla del cabo de Santa María (1804), su YouTube.
- Ministerio de Cultura y Deporte, La Batalla del cabo de Santa María (1804). Memorias del general Tomás de Iriarte, su YouTube.